# Nắp ấm hoa đôi
Nắp ấm hoa đôi hay còn gọi bình nước kỳ quan, cây bắt mồi, trư lung (danh pháp khoa học: Nepenthes mirabilis) là loài thực vật có hoa thuộc họ Nắp ấm (Nepenthaceae) được João de Loureiro mô tả khoa học chính thức năm 1790 dưới danh pháp Phyllamphora mirabilis. Năm 1916, George Druce chuyển nó sang chi Nepenthes

## Mô tả
Nhìn chung, nắp ấm có thân hình trụ, màu lục nhạt lúc non, màu nâu sậm lúc già, lúc đầu non có lông sau nhẵn, thân rất dai, đường kính 5-6 mm (loại thấp), 10–20 mm (loại cao).
Lá có cuống ôm thân, phiến dài hình bầu dục thuôn, gân song song. Cuối lá có cuống dài, tùy loài (nhỏ) 1-2 vòng xoắn, lớn 3 vòng xoắn tương ứng bình to chứa nhiều mồi côn trùng, nắp bình trái xoan, cuống bình dài 5-20 cm.
Cụm hoa chùy mảnh mọc thẳng đứng, đực hoặc cái 2 hoa. Quả nang chứa nhiều hạt mảnh và dài. Mùa ra hoa tháng 5 - 10, quả tháng 11 - 12.

## Tính vị, công dụng
Nắp ấm có vị ngọt, nhạt, tính mát, có tác dụng thanh nhiệt, lợi thủy, hóa đàm, chỉ khái, tiêu viêm, hạ huyết áp. Bộ phận dùng: thu hái toàn cây, đem về rửa nhanh, thái nhỏ, phơi khô để dành, dùng riêng hoặc phối hợp những vị thuốc khác.
Theo kinh nghiệm dân gian, dùng thân cây sắc uống trị tiêu chảy và hoa sắc uống thơm. Ở Trung Quốc dùng trị: viêm gan hoàng đản; đau loét dạ dày-tá tràng; sỏi niệu đạo, bệnh đường tiết niệu; cao huyết áp, đái tháo đường; cảm mạo, ho gà, ho, khái huyết (ho ra máu)...

### Một vài đơn thuốc
- 1. Gan nhiễm mỡ (dựa vào siêu âm và kết quả xét nghiệm máu): toàn cây nắp ấm phơi khô, liều dùng 30-50 g/ngày. Cách dùng: nấu với 3 lít nước giữ sôi lửa 20 phút, để nguội uống thay trà hàng ngày. Liên tục 30 ngày, có thể dùng liên tục 3 tháng, kết quả rất tốt, chúng tôi chưa gặp phản ứng nào.
- 2. Sỏi thận, sỏi đường niệu: nắp ấm 30 g, dây bòng bong 20 g, bạch tật lê 12 g, thương nhỉ tử 12 g, mộc hương 6 g, trần bì 6 g. Nấu với 1.500 ml, còn 600ml chia 3 lần uống/ngày. Đơn này có thể dùng 30 ngày.
- 3. Đái tháo đường, khát nước nhiều, khô cổ: nắp ấm 30 g, giảo cổ lam 25 g, thiên môn đông 25 g. Nấu với 3 lít nước giữ sôi 20 phút. Chia 3-4 lần uống trong ngày, liên tục 1-3 tháng. Theo dõi đường huyết thường xuyên.

### Chú ý khi dùng
- Không dùng cho phụ nữ có thai.
- Người hay tiểu đêm không uống nắp ấm vào chiều-tối, nên uống sáng-trưa.
- Uống nước nắp ấm nước tiểu sẽ có màu đỏ sẫm như màu cà phê, không phải lo lắng.

## Lai tự nhiên
- ? (N. alata × N. merrilliana) × N. mirabilis [=N. × tsangoya][8]
- N. alata × N. mirabilis [=N. × mirabilata][9][10]
- N. ampullaria × N. mirabilis [=N. × kuchingensis, Nepenthes cutinensis][11]
- ? (N. ampullaria × N. rafflesiana) × N. mirabilis [=N. × hookeriana × N. mirabilis][12]
- N. andamana × N. mirabilis[13] (including N. andamana × N. mirabilis var. globosa)[13]
- N. benstonei × N. mirabilis[14]
- N. bicalcarata × N. mirabilis[15] (including N. bicalcarata × N. mirabilis var. echinostoma)[11]
- ? (N. bicalcarata × N. rafflesiana) × N. mirabilis var. echinostoma[11]
- N. gracilis × N. mirabilis [=N. × sharifah-hapsahii, N. × ghazallyana, N. × grabilis, N. neglecta?][11][15][16]
- N. insignis × N. mirabilis[17]
- N. kampotiana × N. mirabilis[13]
- N. kongkandana × N. mirabilis[13]
- N. merrilliana × N. mirabilis[15]
- N. mirabilis × N. northiana[18][19]
- N. mirabilis × N. rafflesiana[11] (including N. mirabilis var. echinostoma × N. rafflesiana)[19]
- N. mirabilis × N. reinwardtiana[19]
- N. mirabilis × N. rowanae[20]
- N. mirabilis × N. smilesii[21]
- N. mirabilis × N. spathulata[14]
- N. mirabilis × N. sumatrana[15]
- N. mirabilis × N. tenax[15]
- N. mirabilis × N. thorelii[21][22][23][24]
- N. mirabilis × N. tomoriana[15]

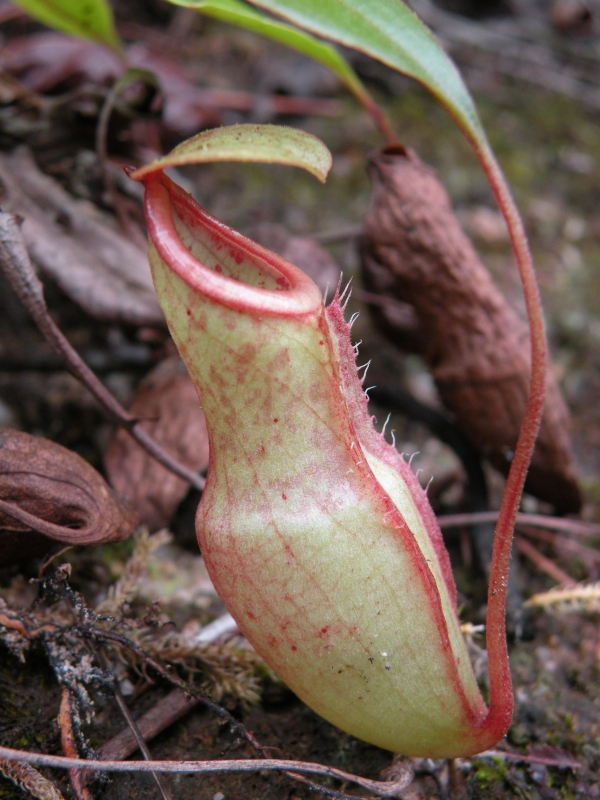
N. benstonei × N. mirabilis
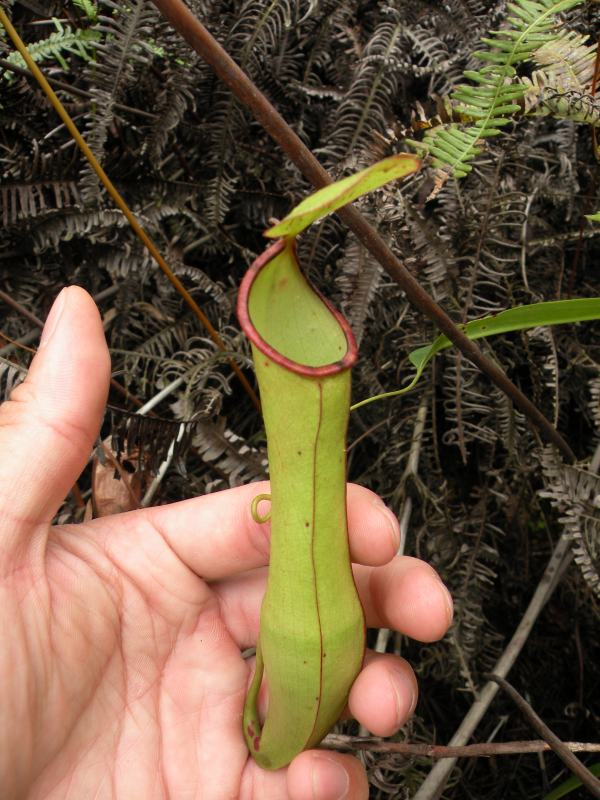
N. gracilis × N. mirabilis
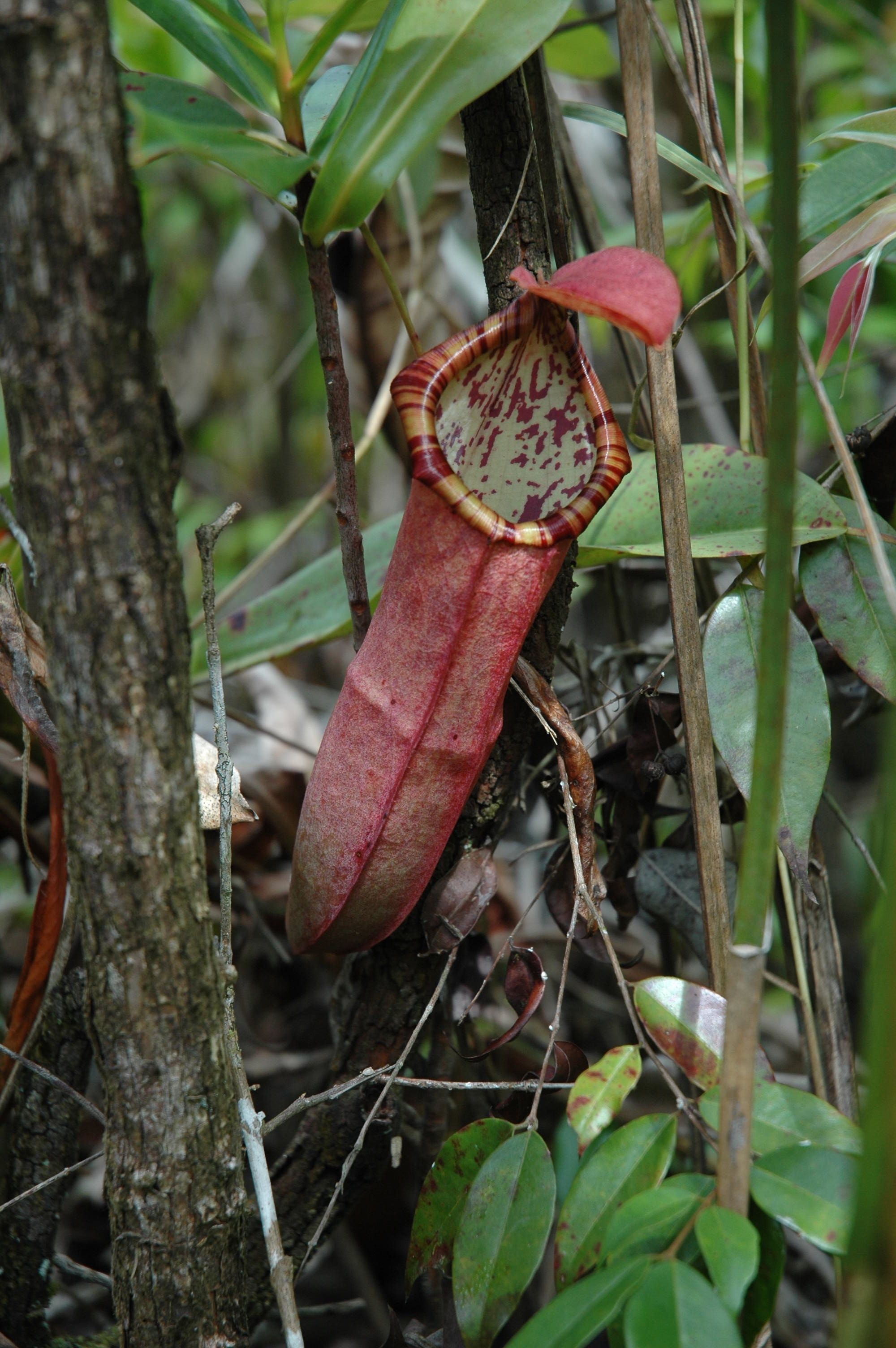
N. mirabilis × N. northiana
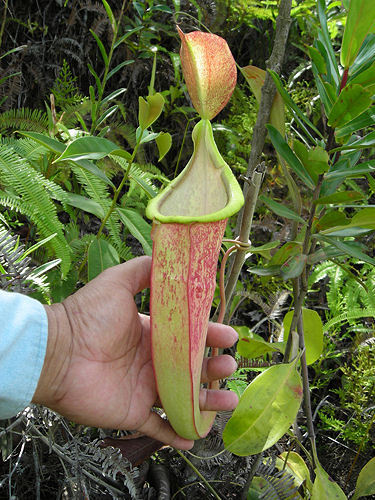
N. mirabilis × N. rafflesiana
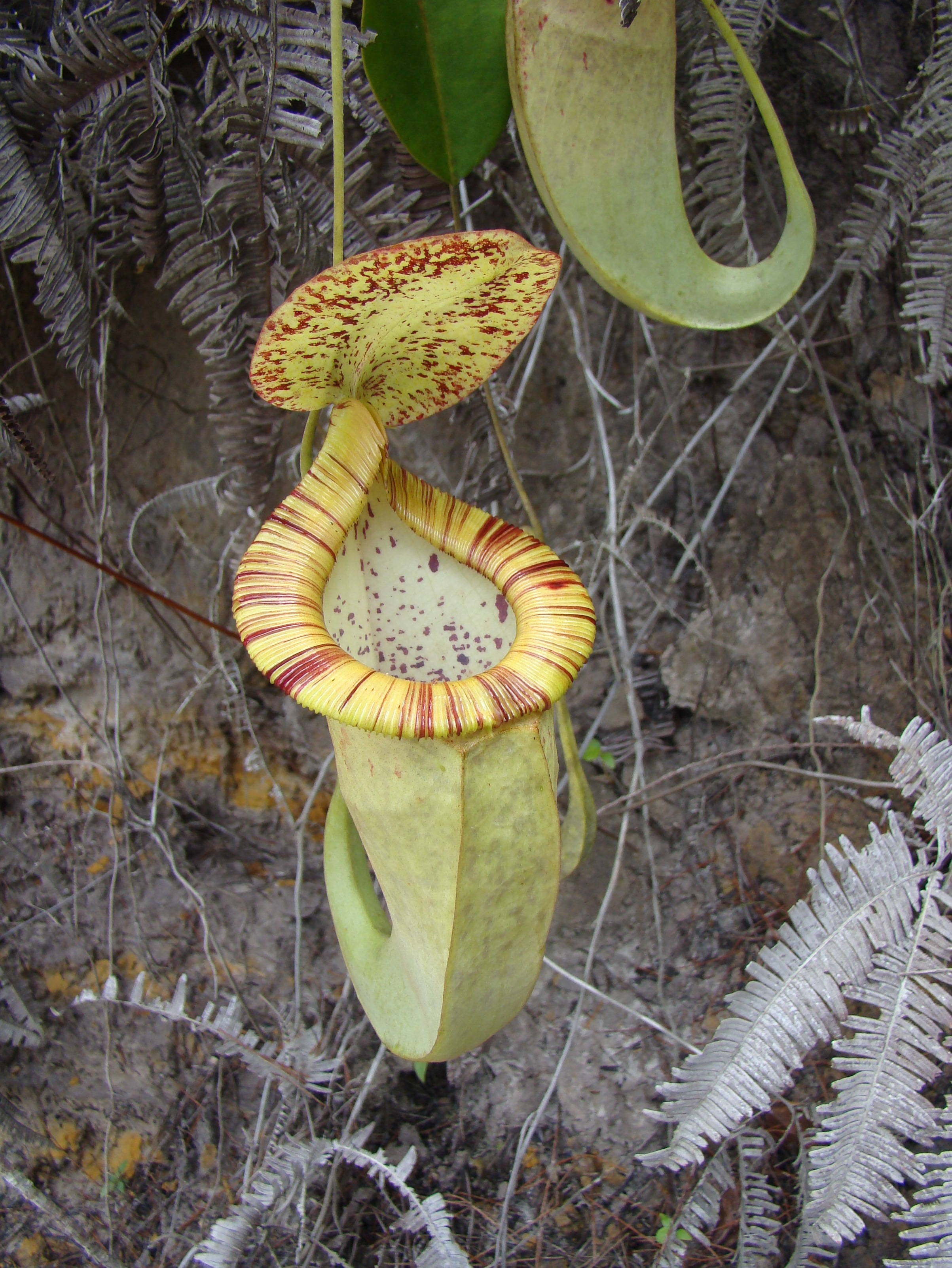
N. mirabilis var. echinostoma × N. rafflesiana
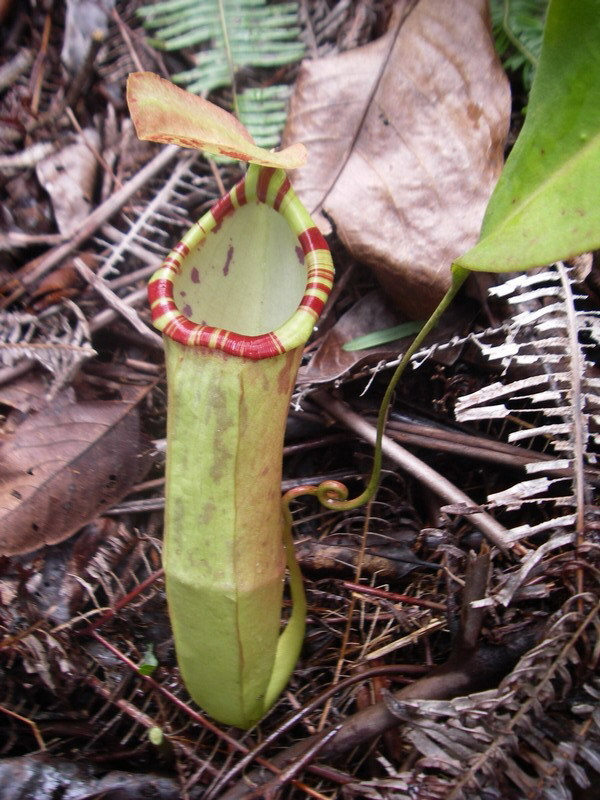
N. mirabilis × N. sumatrana
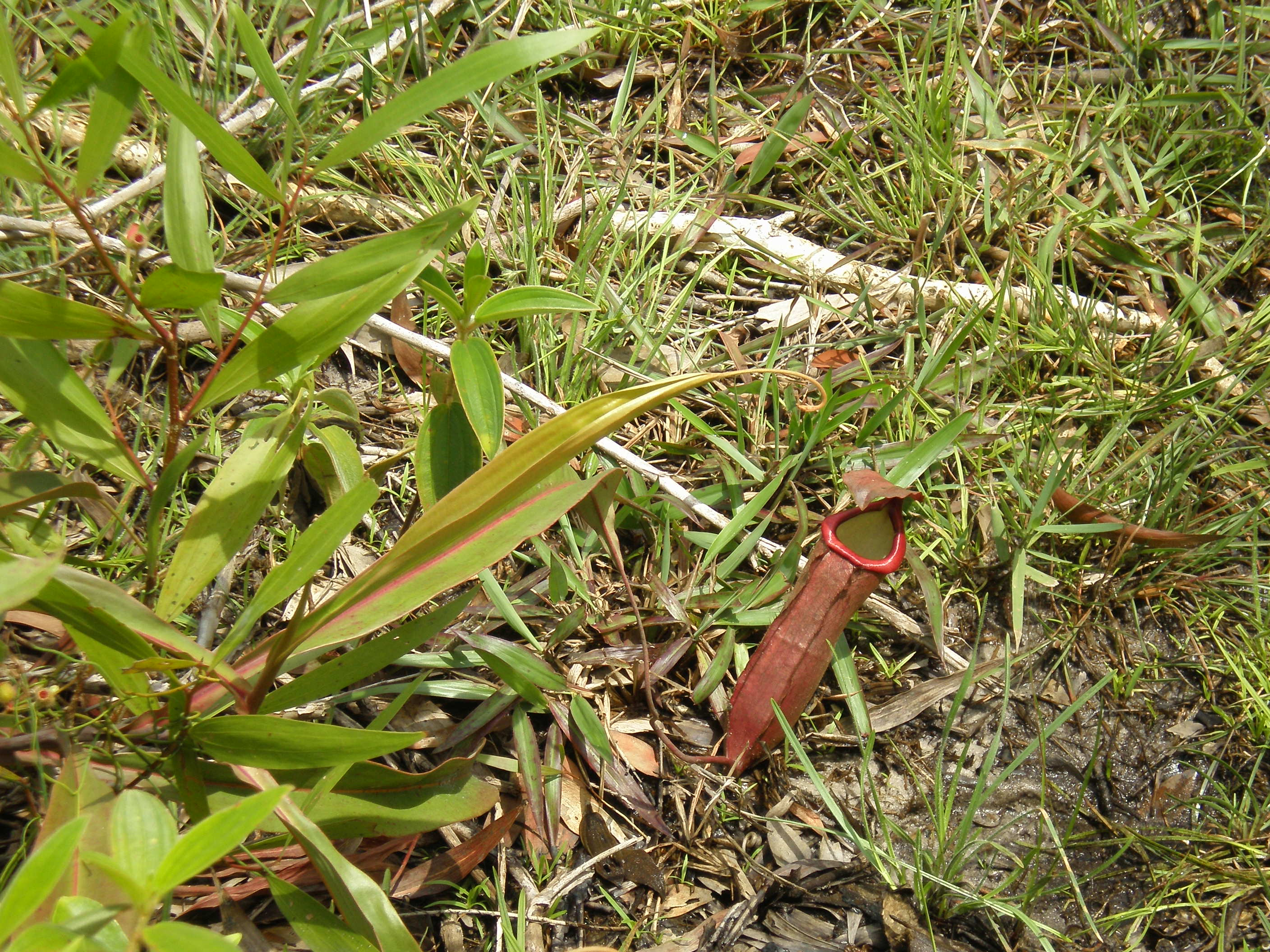
? N. mirabilis × N. thorelii
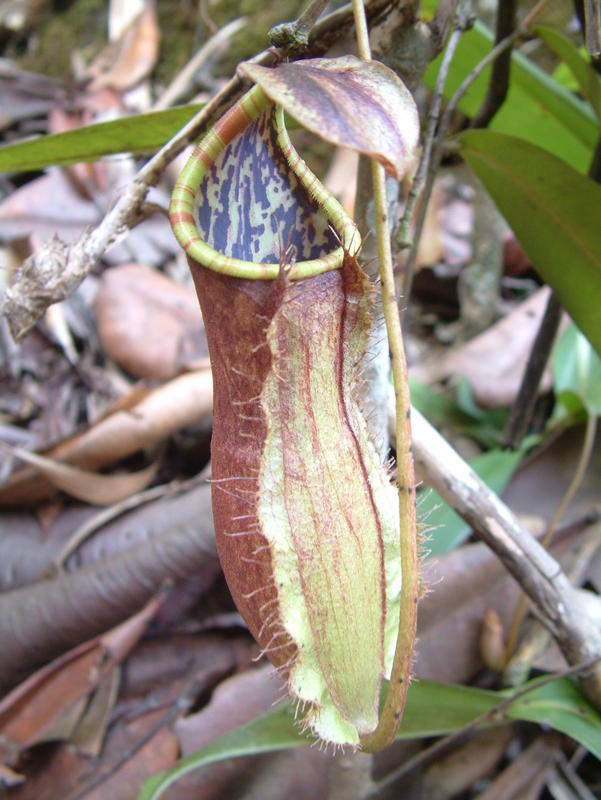
? N. mirabilis × N. tomoriana